# Crux (côn trùng)
Crux là một chi wētā sống trong hang thuộc họ Rhaphidophoridae. Có hai loài được công nhận thuộc chi này, và đều là loài đặc hữu của New Zealand.

## Tên gọi
Tên của chi được đặt theo tên tiếng Anh của chòm sao Nam Thập Tự, nổi bật trên bầu trời New Zealand.

## Phân loại và hình thái
Chi Crux được Steven A. Trewick mô tả khoa học năm 2024, và ông đã chọn Crux boudica làm loài điển hình của chi. Trewick cho rằng kích thước nhỏ của các loài thuộc chi Crux là một lý do tại sao các loài này trước đây bị phớt lờ. Cả hai loài thuộc chi Crux có chiều dài thân khoảng 17–28 mm (0,67–1,10 in), râu của con cái dài gấp ba lần cơ thể chúng. Các loài thuộc chi Crux có kích cỡ trung bình, màu nâu đậm, thân hình có tiết diện lớn và chân khỏe. Các loài thuộc chi Crux có nhiều điểm tương đồng với loài Talitropsis sedilloti.

## Phân bố
Hai loài thuộc chi Crux đều được phát hiện tại Đảo Nam và Đảo Stewart.

## Loài
- Crux boudica Trewick, 2024
- Crux heggi Trewick, 2024

## Hình ảnh

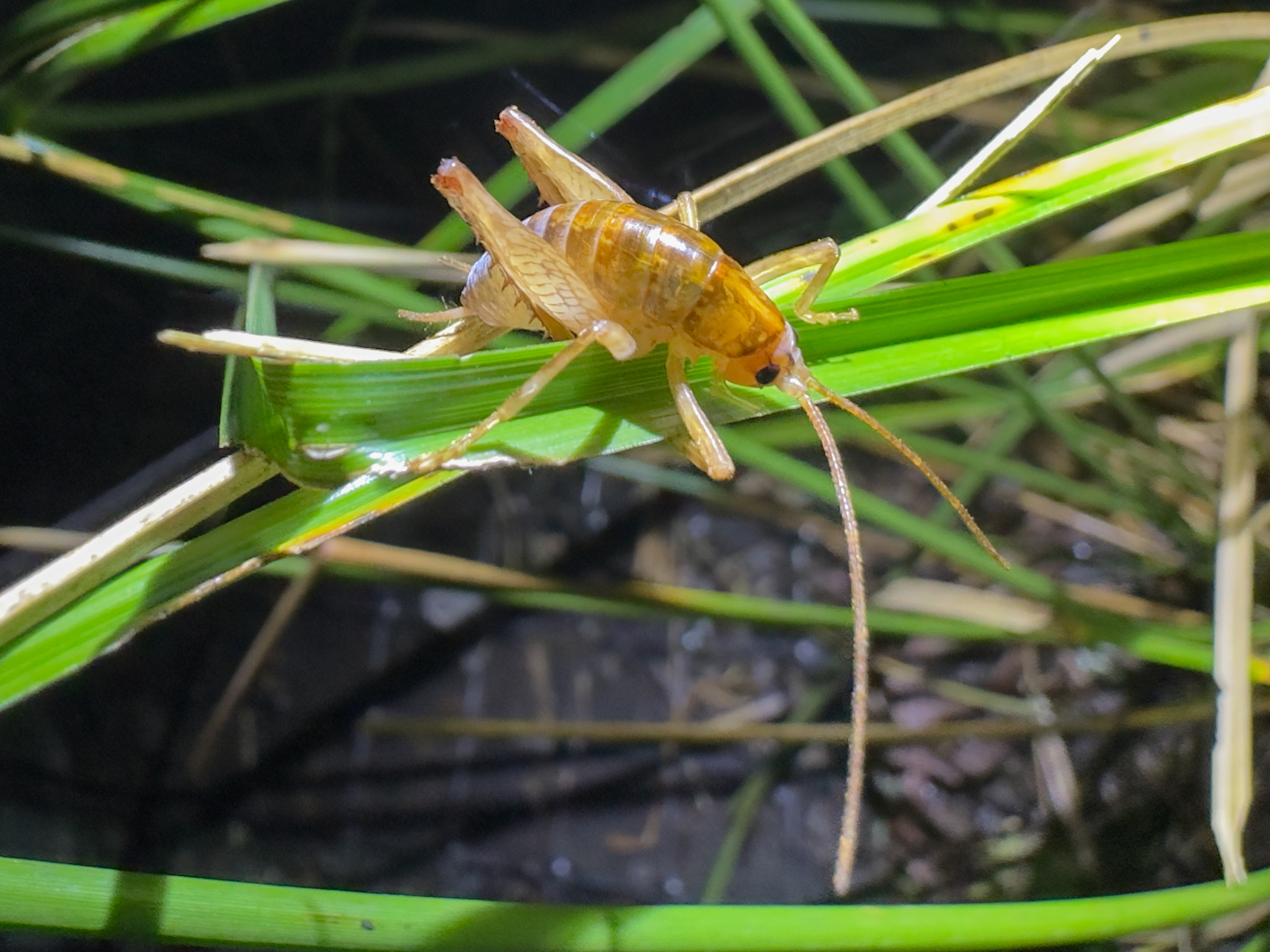
Crux boudica
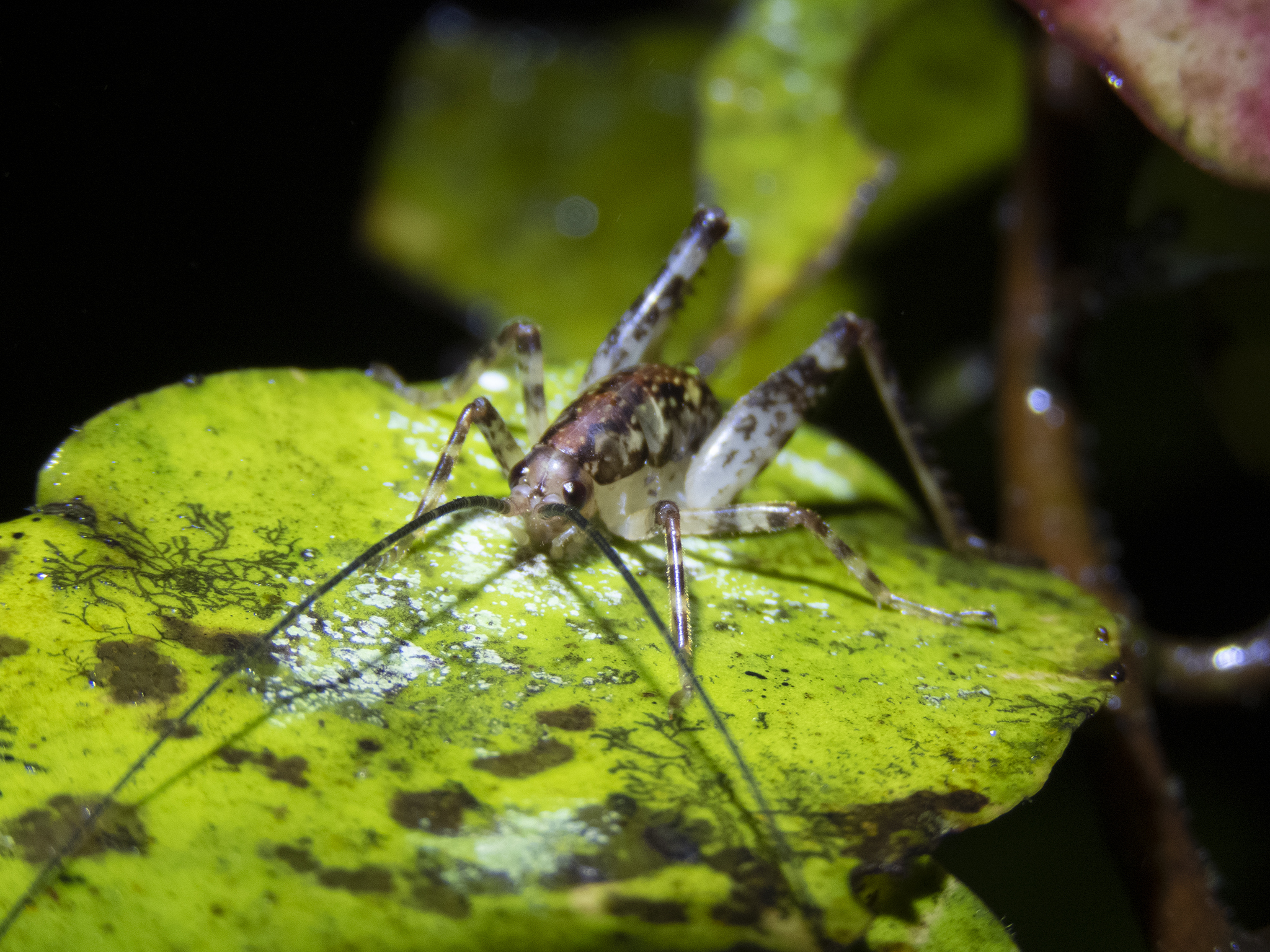
Crux heggi